# Municipio de Santiago el Pinar
Santiago el Pinar es uno de los 124 municipios que conforman al estado de Chiapas, México, ubicado en la Región Altos Tsotsil-Tseltal.

## Toponimia
Por decreto publicado el 28 de julio de 1999 se creó el municipio de Santiago El Pinar. El nombre del municipio tiene doble significado: Santiago en memoria del Santo Apóstol Santiago y El Pinar porque había muchos pinos en la región.

## Historia

### Fundación
Originalmente el pueblo y municipio tuvo, en la época de la colonia, el nombre de Santiago Apóstol, mismo que le fue impuesto por los frailes dominicos cuando lo fundaron a finales del siglo XVI, como parcialidad del pueblo tzotzil de San Andrés Istacolcot (hoy Larráinzar), el cual pertenecía curato de San Juan Chamula (1774). En la Constitución Política del Estado, la primera de este siglo, de 1921 figura el pueblo de Santiago como delegación del municipio de San Andrés, hoy Larráinzar.

### Principales Hechos Históricos
- En 1934 la delegación municipal de Santiago cambia su nombre por el de El Pinar, figurando como agencia municipal del municipio de Larráinzar, antes San Andrés.
- En 1996 los representantes de los gobiernos estatal y federal y del EZLN (Ejército Zapatista de Liberación Nacional) firman los acuerdos de San Andrés Larráinzar sobre "derechos y cultura indígena".
- En 1999 se creó el municipio de Santiago El Pinar por decreto del gobernador Lic. Roberto Albores Guillén.
- De acuerdo con el Diario Oficial del Estado de Chiapas, número 299 del 11 de mayo de 2011, la regionalización de la entidad quedó conformada por 15 regiones socioeconómicas, dentro de las cuales el municipio de Santiago el Pinar está contenido en la Región V Altos Tsotsil-Tseltal.

## Información Geográfica

### Ubicación
Se ubica en la Región Socioeconómica V ALTOS TSOTSIL TSELTAL. Limita al norte, al sur y al oeste con Larrainzar y al este con Aldama. Las coordenadas de la cabecera municipal son: 16°56'23" de latitud norte y 92°42'52" de longitud oeste y se ubica a una altitud de 1673 m s. n. m. y con una superficie territorial de 16.52 km² ocupa el 0,02 % del territorio estatal.

### Clima
Los climas existentes en el municipio son: Cálido húmedo con lluvias abundantes de verano (23.53%), Cálido subhúmedo con lluvias de verano, humedad media (6.99%), Cálido subhúmedo con lluvias de verano, más húmedo (24.12%) y Semicálido subhúmedo con lluvias de verano, más húmedo. (45.36%).
En los meses de mayo a octubre, las temperaturas mínimas promedio se distribuyen porcentualmente de la siguiente manera: de 12 a 15 °C (14.38%), de 15 a 18 °C (64.47%), de 18 a 21 °C (19.94%), y de 21 a 22.5 °C (1.22%). En tanto que las máximas promedio en este periodo son: De 24 a 27 °C (34.98%), de 27 a 30 °C (50.39%) y de 30 a 33 °C (14.64%).
Durante los meses de noviembre a abril, las temperaturas mínimas promedio se distribuyen porcentualmente de la siguiente manera: de 6 a 9 °C (0.08%), de 9 a 12 °C (30.42%), de 12 a 15 °C (58.15%) y de 15 a 18 °C (11.35%). Mientras que las máximas promedio en este mismo periodo son: de 21 a 24 °C (41.31%) y de 24 a 27 °C (58.69%).
En los meses de mayo a octubre, la precipitación media es: de 1200 a 1400 mm (0.49%), de 1400 a 1700 mm (6.26%), de 1700 a 2000 mm (80.33%), y de 2000 a 2300 mm (12.92%). En los meses de noviembre a abril, la precipitación media es: de 100 a 125 mm (1.13%), de 125 a 150 mm (16.16%), de 150 a 200 mm (23.22%), de 200 a 250 mm (19.94%), de 250 a 300 mm (9.71%), de 300 a 350 mm (8%), de 350 a 400 mm (5.25%), de 400 a 500 mm (3.07%), de 500 a 600 mm (1.79%), de 600 a 700 mm (3.3%), de 700 a 800 mm (3.05%), de 800 a 1000 mm (3.01%) y de 1000 a 1200 mm (2.36%).

### Vegetación
La cobertura vegetal y el aprovechamiento del suelo en el municipio se distribuye de la siguiente manera: Bosque mesófilo de montaña (secundaria) (52.93%), Agricultura de temporal (41.78%), y Pastizal cultivado (5.29%).

### Edafología
Los tipos de suelos presentes en el municipio son: Phaeozem (87.47%), y Luvisol (12.53%).

### Geología
Los tipos de roca que conforman la corteza terrestre en el municipio son: Limolita-Arenisca (roca sedimentaria) (47.14%), Lutita-Arenisca (roca sedimentaria) (41.52%) y Caliza (roca sedimentaria) (11.35%).

### Fisiografía
El municipio forma parte de la región fisiográfica Sierra Madre de Chiapas.
La altura del relieve va de los 800 m y hasta los 1.900 m s. n. m. .
Las formas del relieve presentes en el municipio son: Sierra alta de cumbres escarpadas (97.39%), Llanura aluvial con Lomerío (1.83%) y Sierra alta escarpada compleja (0.78%).

### Hidrografía
El municipio se ubica dentro de las subcuencas R. Encajonado y R. Cintalapa que forman parte de la cuenca R. Grijalva - Tuxtla Gutiérrez, y las subcuencas R. Oaxaca, y R. Coatzacoalcos, forma parte de la cuenca R. Coatzacoalcos.
Las principales corrientes de agua en el municipio son: Río Negro, Arroyo Baúl, Arroyo Los Pericos, Río Frío, Arroyo Los Sastres, Río El Cordón, Arroyo El Trébol, Río Los Pescados, Arroyo Los Cimientos y Arroyo Zapote; y las corrientes intermitentes: Arroyo Los Mudos, Arroyo Seco y Arroyo El Gringo.

### Áreas Naturales Protegidas
Este municipio no cuenta con áreas naturales protegidas o bajo conservación.

## Localidades
En el censo de 2020 el municipio de Santiago el Pinar contaba con 18 localidades.
| Código INEGI    | Localidad                      | Población (2020) |
| --------------- | ------------------------------ | ---------------- |
| 071190001       | Santiago el Pinar              | 1 566            |
| 071190006       | Nínamo                         | 882              |
| 071190004       | Choyo                          | 473              |
| 071190007       | Pechultón                      | 378              |
| 071190005       | Nachón                         | 336              |
| 071190011       | Xchuch                         | 240              |
| 071190013       | K'Alom                         | 168              |
| 071190014       | Ciudad Rural Santiago el Pinar | 167              |
| 071190018       | ChiK'Omtantic                  | 163              |
| 071190010       | Santiago el Relicario          | 129              |
| 071190012       | El Carmen                      | 121              |
| 071190015       | Limatik                        | 91               |
| 071190003       | Chiquinch'En los Tulipanes     | 66               |
| 071190009       | San Antonio Buenavista         | 66               |
| 071190017       | Yolonchen                      | 63               |
| 071190019       | San Isidro Berlín              | 31               |
| 071190016       | Tsak Osil                      | 10               |
| 071190002       | Boquem                         | 9                |
| Total municipal | Total municipal                | 4 959            |